# Xã French, Quận Lafayette, Arkansas
Xã French (tiếng Anh: French Township) là một xã thuộc quận Lafayette, tiểu bang Arkansas, Hoa Kỳ. Năm 2010, dân số của xã này là 255 người.